# Le Mesnil-Saint-Firmin
Le Mesnil-Saint-Firmin är en kommun i departementet Oise i regionen Hauts-de-France i norra Frankrike. Kommunen ligger i kantonen Breteuil som tillhör arrondissementet Clermont. År 2022 hade Le Mesnil-Saint-Firmin 249 invånare.

## Befolkningsutveckling
Antalet invånare i kommunen Le Mesnil-Saint-Firmin
| Referens: INSEE |